# Robert Schatten
Robert Schatten (ur. 28 stycznia 1911 we Lwowie, zm. 26 sierpnia 1977 w Nowym Jorku) – amerykański matematyk pochodzenia polskiego.

## Życiorys
Robert Schatten ukończył w 1933 studia na Uniwersytecie Jana Kazimierza we Lwowie uzyskując dyplom magistra. Po emigracji do Stanów Zjednoczonych studiował na Uniwersytecie Columbia i uzyskał tytuł Master of Arts. W 1942 obronił doktorat (Ph.D.).
Przez krótki okres był wykładowcą na Kolegium Farmacji Uniwersytetu Columbia, po czym został wcielony do armii amerykańskiej, w której służył w latach 1942–1943. Został zwolniony ze służby wskutek urazu kręgosłupa, którego skutki były odczuwalne przez całe życie.
W roku akademickim 1943/1944 był assistant professor na Uniwersytecie Vermontu. Otrzymawszy dwuletnie stypendium National Research Council, studiował przez rok w Instytucie Studiów Zaawansowanych (w Princeton) i przez następny na Uniwersytecie Yale (w New Haven). W tym czasie współpracował m.in. z Johnem von Neumannem. 
W 1946 rozpoczął długoletnią współpracę z Uniwersytetem Kansas, w latach 1946–1952 jako associate professor, 1952–1961 jako profesor. W latach 1950 i 1952–1953 pracował okresowo w Instytucie Studiów Zaawansowanych. W latach 1960–1961 wykładał gościnnie na Uniwersytecie Południowej Kalifornii (w Los Angeles), 1961–1962 na Uniwersytecie Stanu Nowy Jork w Stony Brook.
Od 1962 do końca życia był profesorem w Hunter College w Nowym Jorku. 
Schatten zajmował się między innymi przestrzenią Banacha i przekształceniami liniowymi przestrzeni Hilberta. Jego nazwisko zostało uwiecznione w klasach Schattena.